# Domus di via Alberto Mario
La domus di via Alberto Mario a Brescia è un sito archeologico risalente all'età romana, scavato a partire dagli anni 1980. Le indagini archeologiche hanno portato alla luce alcuni reperti dell'epoca, tra cui mosaici e oggetti d'uso. La notevole, se non predominante, importanza della domus risiede nella stratigrafia successiva alla base romana, che fornisce un spaccato delle vicende architettoniche e urbanistiche subite da questa parte della città nel delicato passaggio tra la caduta dell'Impero romano e l'inizio del degrado altomedioevale. Il sito archeologico, non musealizzato e quindi non visitabile, è tuttora annoverato tra i primi e più interessanti aperti in Italia nell'ambito dell'archeologia medievale.

## Storia degli scavi
Gli anni 1980 sono per Brescia un intenso e fecondo periodo per gli scavi archeologici nel settore orientale della città, inaugurato negli anni 1950 con gli scavi di Gaetano Panazza sotto la chiesa di San Salvatore e in altre aree dell'ex monastero di Santa Giulia. L'interesse per i ritrovamenti di età romana e medievale nel settore si estende rapidamente nel quartiere contiguo: Kevin White, nel 1982, scava piazza Tebaldo Brusato, mentre nel 1987 viene scoperto lo straordinario sito delle domus dell'Ortaglia a est dell'ex monastero.
Nel 1988 Gian Pietro Brogiolo sonda la zona di via Alberto Mario, scoprendovi una stratigrafia archeologica molto complicata quanto interessante e i lavori si protraggono negli anni successivi. Il sito diventa in breve tra i più interessanti nell'ambito dell'archeologia medievale, disciplina agli albori in Italia dopo una prima diffusione in Europa durante la prima metà del secolo. I più importanti reperti individuati e messi alla luce, tra cui un brano di pavimentazione in opus sectile, vengono musealizzati con l'apertura del museo di Santa Giulia nel 1998.

## Il sito archeologico
Lo strato più antico è costituito da una ricca domus urbana, ornata da mosaici pavimentali e dalla pianta abbastanza articolata, con ambienti di rappresentanza interni rispetto alla strada. Questo ambiente risulta occupato, almeno a partire dal V secolo, da un nuovo edificio in legno, che riutilizza alcuni muri come sostegni. I nuovi pavimenti, sui quali si accendono direttamente i focolari, vengono realizzati in terra battuta e ghiaia. Nel VI secolo, una parte dell'isolato viene inglobata in un nuovo, grande edificio a due piani, in angolo a due strade. Nello stesso periodo vengono effettuate alcune demolizioni e rettifiche per mantenere il piano di calpestio interno a livello con la pavimentazione augustea della strada esterna, ancora utilizzata. L'edificio, realizzato in opus incertum, presenta due stanze principali, un portico e un cortile lastricato.
In una imprecisata epoca successiva all'insediamento della nuova costruzione, essa viene ridotta a un piano solo e gli interni frammentati in piccoli ambienti insediativi, ognuno dotato di un focolare. All'esterno viene interrata una canaletta di scarico, diretta verso la fogna romana, e la strada augustea viene sommersa dai rifiuti, ricevendo in un secondo momento una nuova pavimentazione in laterizi e terra battuta. Probabilmente alla metà del VI secolo, un violento incendio distrugge completamente l'edificio, che viene successivamente ricostruito livellando i muri superstiti e impostando i nuovi piani di calpestio a circa un metro d'altezza rispetto ai pavimenti romani. Questa nuova costruzione, che mostra essere stata abitata, fa quindi da base per le strutture esistenti, più volte restaurate in età moderna, tuttora abitate.
I dati archeologici emersi dal sito, incrociati con i risultati di altri scavi sulla stessa tipologia di edifici, hanno consentito un avanzamento delle conoscenze sui tipi urbanistici e architettonici della città altomedievale. Hanno inoltre contribuito a una maggiore comprensione del diffuso fenomeno del frazionamento delle domus romane in unità abitative minori, nel merito di come esso veniva effettivamente messo in pratica. Nella domus di via Alberto Mario risulta particolarmente evidente l'insediamento di strutture che presentano netti cambiamenti nelle tecniche murarie, sancendo definitivamente l'avvio dell'edilizia medievale.